# Янгіабад (Ташкентська область)
Янгіабад (узб. Yangiobod, Янгіобод) — місто (з 1953) в Ташкентській області Узбекистану. Управляється Ангренською міською радою депутатів.

## Історія
Після Німецько-радянської війни Радянський Союз розпочав інтенсивний видобуток уранової руди у відрогах Чаткальських гір у середині двадцятого століття, який став однією з найважливіших у майбутній гонці озброєнь. Поступово утворилося закрите місто, в'їзд до якого був строго обмежений. Так виник Янгіабад на початку 1950-х годов.
Місто спочатку будувався наприкінці 1940-х років як містечко шахтарів, що добувають уранову руду в побудованих у його околицях уранових шахтах. Останні уранові копальні були закриті в 1980-х роках внаслідок виснаження наявних родовищ. За радянських часів, коли ще працювали уранові рудники, місто було режимним і знаходилося на московському забезпеченні.
Сам Янгіабад будувався здебільшого силами німецьких переселенців з Волги та інших районів СРСР, а не військовополонених, як це часто вважають (військовополонених, які повертаються до Німеччини, навіть до Східної, до уранових шахт не допускали би). Можливо, внаслідок впливу німецької культури місто має своєрідну архітектуру, що нагадує архітектуру німецького містечка XIX—XX століття, несподівану для погляду людини, яка вперше потрапила до цього середньоазійського містечка. У місті немає будівель вище 3-х поверхів. Ймовірно, це також пов'язано з високою сейсмічною активністю у цьому регіоні (будинки були розраховані на 9-бальні землетруси).

## Географія
Янгіабад розташований на південно-східному схилі Чаткальського хребта при злитті річок Дукентсай і Каттасай. Територія міста зрошується водами Каттасая. Висота центру населеного пункту становить близько 1300 м-коду над рівнем моря.
Янгіабад знаходиться на північ від міста Ангрена. Відстань до найближчої залізничної станції Ангрен складає 22 км. Між двома містами діє сполучення громадським транспортом (автобусами та маршрутними таксі).

## Населення
За переписом населення 1989 року в Янгіабаді мешкало 11 709 осіб. Станом на 2004 рік населення оцінювалося у 9000 жителів. 
Нині Янгіабад – спорожніле місто, населення якого становить близько 10-15% від радянського періоду. На останніх виборах 2009 року у списках виборчої комісії було трохи більше 400 виборців, в основному, пенсійного віку. 
Основну масу жителів міста за радянських часів складали представники європейської частини СРСР (в основному — росіяни, а також українці та представники інших національностей), як вільнонаймані, так і ув'язнені, працю яких використовували на уранових копальнях.
Представників корінних національностей регіону - узбеків, казахів і таджиків у роки, коли Янгіабад був режимним містом, була незначна кількість. В даний час основна маса населення міста - це узбеки та таджики, що оселилися в місті після розпаду СРСР. Часто житло купується ними з метою відпочинку.

## Інфраструктура

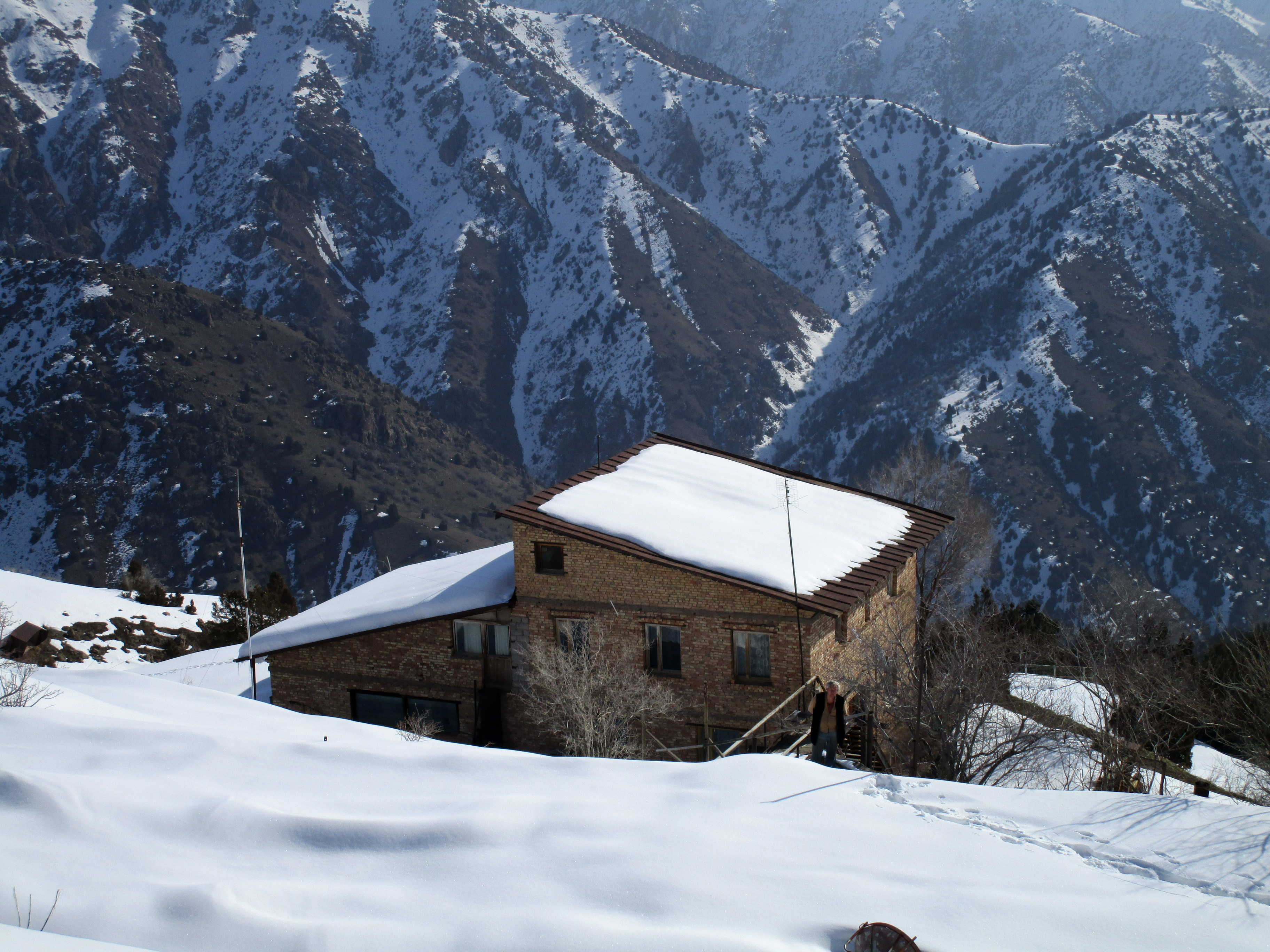
Сніголавинна станція «Дукант» у лютому

Поруч із містом, на відстані кількох кілометрів від нього, вгору по долині річки Каттасай знаходиться турбаза «Янгіабад», яка була організована на початку 1970-х років на базі закритої уранової копальні. Поруч із турбазою знаходиться кілька майданчиків для занять зимою гірськолижним спортом. 
Вгору по долині іншої річки Дукентсая, приблизно за 10 км від міста, на абсолютній висоті 2000 м знаходиться наукова лабораторія Ташкентського Середньоазійського регіонального науково-дослідного гідрометеорологічного інституту
 

Станція була організована в 1958 році для захисту від снігових лавин, що функціонують на околицях міста уранових копалень і є першою сніголавинною станцією на території Республіки Узбекистан.